# Lista de países por reservas de petróleo

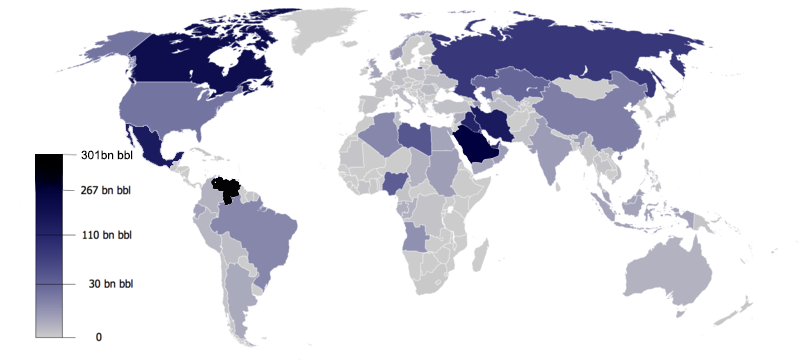
Mapa dos países com as maiores reservas de petróleo do mundo (janeiro de 2020).

Esta é uma lista de países por reservas provadas de petróleo.
| Posição | País                           | Barris de petróleo (em bilhões) | Data da informação |
| ------- | ------------------------------ | ------------------------------- | ------------------ |
| —       | Mundo                          | 1532,0                          | 2012 est.          |
| 1       | Venezuela                      | 303,8                           | 2020               |
| 2       | Arábia Saudita                 | 297,5                           | 2020               |
| 3       | Canadá                         | 168,1                           | 2020               |
| 4       | Irão                           | 157,8                           | 2020               |
| 5       | Iraque                         | 145,0                           | 2020 est.          |
| 6       | Rússia                         | 107,8                           | 2020 est.          |
| 7       | Kuwait                         | 101,5                           | 2020 est.          |
| 8       | Emirados Árabes Unidos         | 97,8                            | 2020 est.          |
| 9       | Estados Unidos                 | 68,8                            | 2020 est.          |
| 10      | Líbia                          | 48,1                            | 2020 est.          |
| 11      | Nigéria                        | 38,5                            | 2012               |
| 12      | Cazaquistão                    | 30,0                            | 2012               |
| 13      | Brasil                         | 26,9                            | 2022 est.[1]       |
| 14      | China                          | 16,1                            | 2004 est.          |
| 15      | Catar                          | 15,21                           | 2003 est.          |
| 16      | México                         | 12,49                           | 2004               |
| 17      | Argélia                        | 12,26                           | 2012 est.          |
| 18      | Noruega                        | 8,5                             | 2003 est.          |
| 19      | Azerbaijão                     | 7                               | 2003 est.          |
| 20      | Angola                         | 5,412                           | 2003 est.          |
| 21      | Índia                          | 5,371                           | 2003 est.          |
| 22      | Equador                        | 5,115                           | 2004 est.          |
| 23      | Indonésia                      | 4,85                            | 2003 est.          |
| 24      | Omã                            | 4,7                             | 2003 est.          |
| 25      | Reino Unido                    | 4,487                           | 2003 est.          |
| 26      | Iêmen                          | 3,72                            | 2003 est.          |
| 27      | Egito                          | 3,7                             | 2003 est.          |
| 28      | Malásia                        | 3,1                             | 2005 est.          |
| 29      | Argentina                      | 2,675                           | 2005 est.          |
| 30      | Vietname                       | 2,5                             | 2005 est.          |
| 31      | Síria                          | 2,4                             | 2003 est.          |
| 32      | Gabão                          | 1,827                           | 2005 est.          |
| 33      | Tunísia                        | 1,7                             | 2003 est.          |
| 34      | Sudão                          | 1,6                             | 2004 est.          |
| 35      | República do Congo             | 1,5                             | 2003 est.          |
| 36      | Austrália                      | 1,491                           | 2004 est.          |
| 37      | Brunei                         | 1,35                            | 2003 est.          |
| 38      | Dinamarca                      | 1,32                            | 2003 est.          |
| 39      | Colômbia                       | 1,282                           | 2003 est.          |
| 40      | Roménia                        | 1                               | 2003 est.          |
| 41      | Trinidad e Tobago              | 0,99                            | 2003 est.          |
| 42      | Peru                           | 0,953                           | 2003 est.          |
| 43      | Itália                         | 0,622                           | 2003 est.          |
| 44      | Uzbequistão                    | 0,594                           | 2003 est.          |
| 45      | Tailândia                      | 0,584                           | 2004               |
| 46      | Turquemenistão                 | 0,546                           | 2003 est.          |
| 47      | Guatemala                      | 0,526                           | 2003 est.          |
| 48      | Bolívia                        | 0,441                           | 2003 est.          |
| 49      | Ucrânia                        | 0,395                           | 2003 est.          |
| 50      | Alemanha                       | 0,394                           | 2003 est.          |
| 51      | Paquistão                      | 0,359                           | 2003 est.          |
| 52      | Turquia                        | 0,3                             | 2004 est.          |
| 53      | Cuba                           | 0,259                           | 2005 est.          |
| 54      | Papua Nova-Guiné               | 0,24                            | 2003 est.          |
| 55      | Costa do Marfim                | 0,22                            | 2003 est.          |
| 56      | Bielorrússia                   | 0,198                           | 2003 est.          |
| 57      | República Democrática do Congo | 0,187                           | 2003 est.          |
| 58      | Albânia                        | 0,165                           | 2003 est.          |
| 59      | França                         | 0,159                           | 2003 est.          |
| 60      | Espanha                        | 0,158                           | 2003 est.          |
| 61      | Filipinas                      | 0,152                           | 2003 est.          |
| 62      | Chile                          | 0,15                            | 2003 est.          |
| 63      | Bahrein                        | 0,121                           | 2003 est.          |
| 64      | Suriname                       | 0,111                           | 2003 est.          |
| 65      | Países Baixos                  | 0,106                           | 2003 est.          |
| 66      | Hungria                        | 0,103                           | 2003 est.          |
| 67      | Marrocos                       | 0,1                             | 2003 est.          |
| 68      | Polónia                        | 0,096                           | 2003 est.          |
| 69      | Camarões                       | 0,09                            | 2003 est.          |
| 70      | Croácia                        | 0,075                           | 2003 est.          |
| 71      | Áustria                        | 0,062                           | 2005 est.          |
| 72      | Japão                          | 0,059                           | 2003 est.          |
| 73      | Bangladesh                     | 0,056                           | 2003 est.          |
| 74      | Nova Zelândia                  | 0,052                           | 2003 est.          |
| 75      | Myanmar                        | 0,05                            | 2003 est.          |
| 76      | Quirguistão                    | 0,04                            | 2005 est.          |
| 77      | Sérvia                         | 0,039                           | 2003 est.          |
| 78      | Geórgia                        | 0,035                           | 2005 est.          |
| 79      | Gana                           | 0,017                           | 2004 est.          |
| 80      | África do Sul                  | 0,016                           | 2003 est.          |
| 81      | República Tcheca               | 0,015                           | 2003 est.          |
| 82      | Bulgária                       | 0,015                           | 2004 est.          |
| 83      | Tajiquistão                    | 0,012                           | 2003 est.          |
| 84      | Lituânia                       | 0,012                           | 2003 est.          |
| 85      | Guiné Equatorial               | 0,012                           | 2003 est.          |
| 86      | Eslováquia                     | 0,009                           | 2003 est.          |
| 87      | Grécia                         | 0,007                           | 2003 est.          |
| 88      | República da China (Taiwan)    | 0,004                           | 2003 est.          |
| 89      | Israel                         | 0,002                           | 2003 est.          |
| 90      | Jordânia                       | 0,001                           | 2003 est.          |